# Sarre (rivière)
Pour les articles homonymes, voir Sarre.
La Sarre (Saar en allemand et en luxembourgeois) est une rivière qui coule en Lorraine, en Alsace bossue et dans les Länder allemands de la Sarre (Saarland) et de Rhénanie-Palatinat (Rheinland-Pfalz). C'est un affluent de la Moselle et donc un sous-affluent du Rhin.

## Hydronymie
- Du préceltique ser "couler, se mouvoir" suivi du suffixe gaulois -avus[2].
- Saravus (IVe siècle), Sara (VIe siècle), Saroa (777 et 802), Sarowe (964), Saare (1768), Saarre (1776)[3].

## Géographie

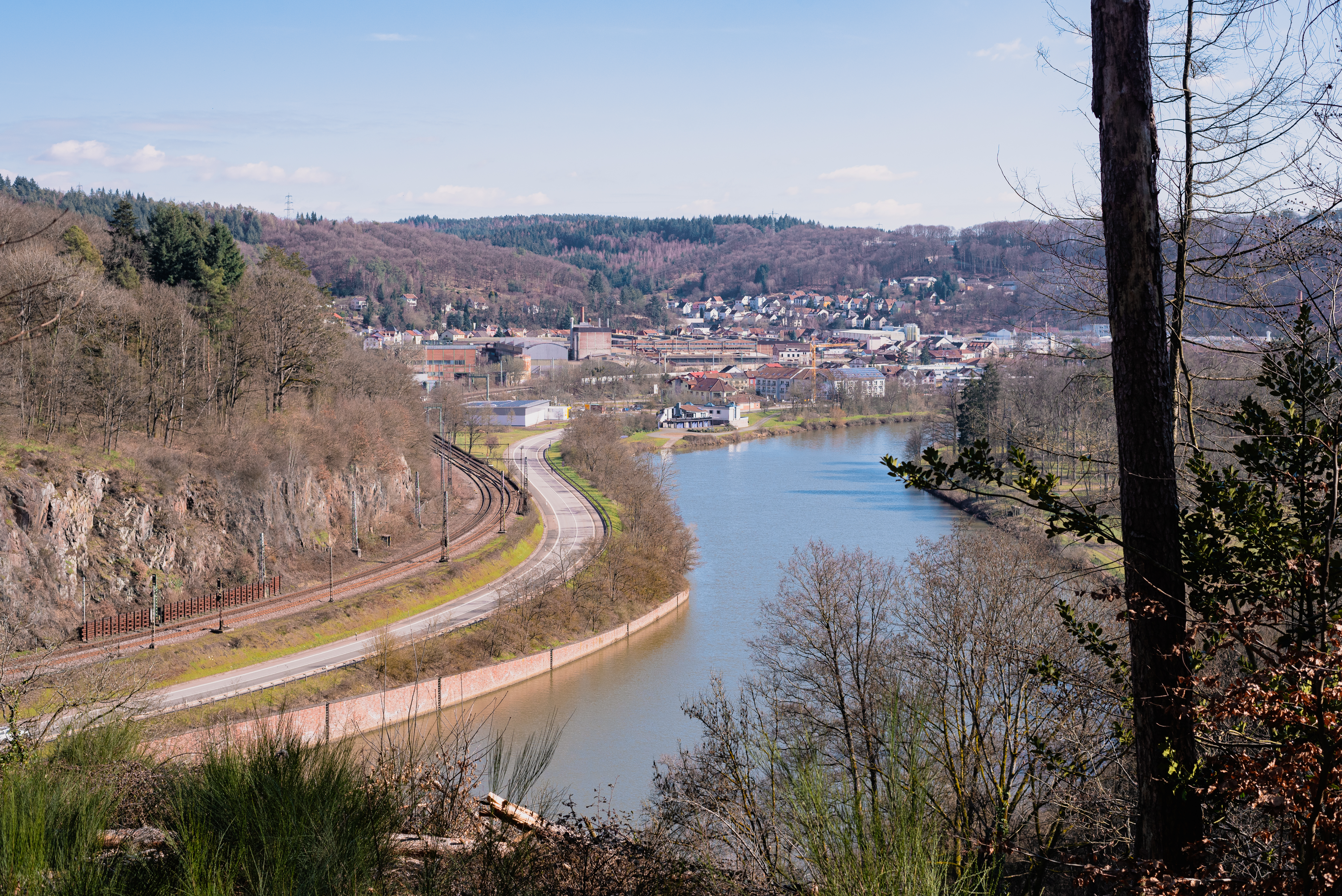
La Sarre, près de Mettlach (Land de Sarre, Allemagne).

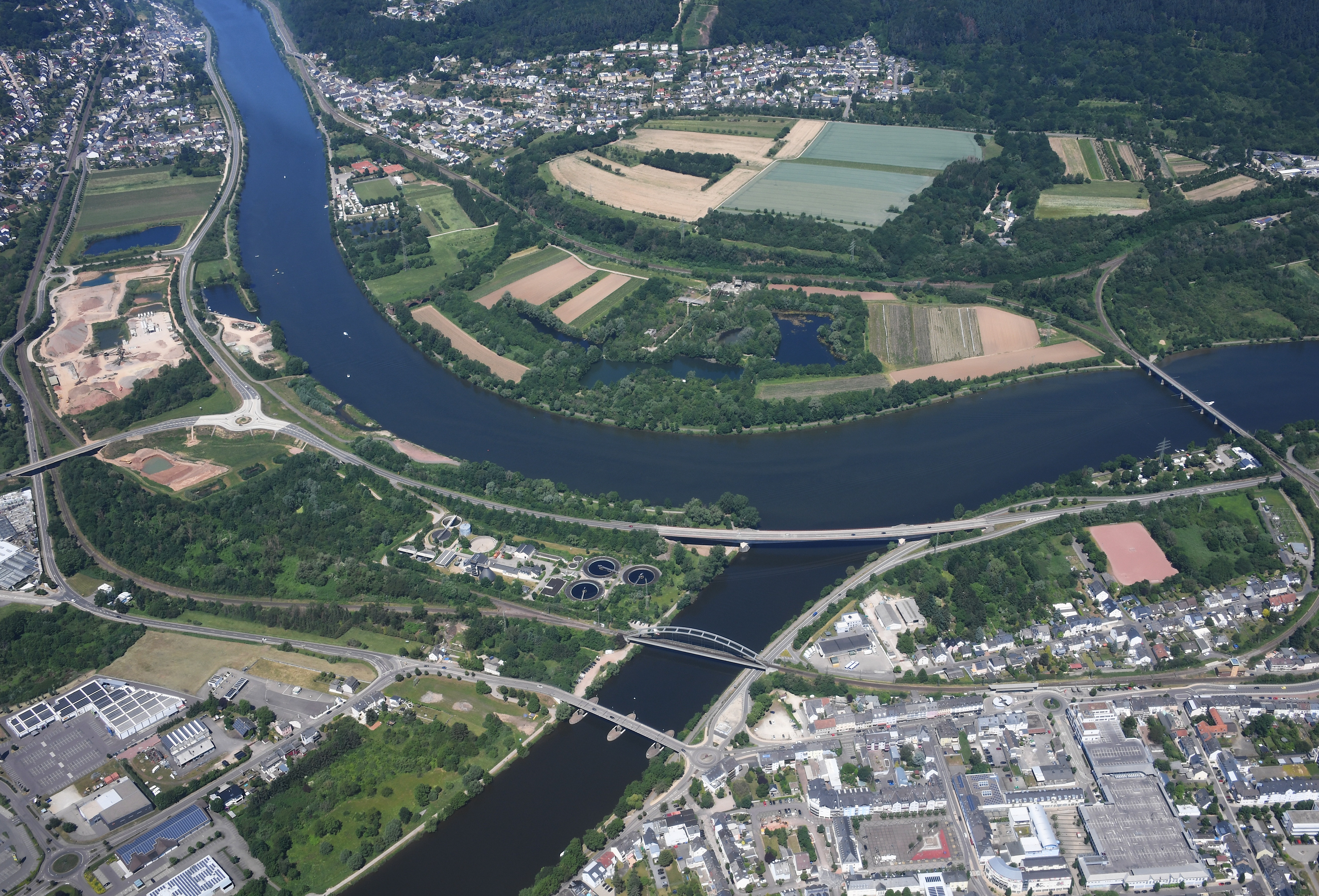
Confluent avec la Moselle à Konz.

La Sarre blanche – aussi appelée le Blanc Rupt – prend sa source dans le massif des Vosges, au pied du Donon, sur le territoire de la commune de Grandfontaine. La source de la Sarre rouge se trouve 900 mètres plus au nord sur le territoire de la commune de Saint-Quirin. La Sarre nait de la confluence de ces deux rivières à la limite entre les territoires des communes d'Hermelange et de Lorquin. La Sarre donne son nom à de nombreuses communes qu'elle traverse dont les plus importantes en France sont Sarrebourg et Sarreguemines. Elle délimite la frontière entre l'Allemagne et la France sur une dizaine de kilomètres à partir de son confluent avec la Blies, avant de pénétrer entièrement en territoire allemand peu avant Sarrebruck, passe à Saarburg et se jette dans la Moselle, à Konz, non loin de Trèves. Pour le SANDRE, organisme officiel français, la Sarre blanche constitue le cours supérieur de la Sarre, et la Sarre rouge est son affluent.
Principales villes et villages traversés :
- en France : Sarrebourg, Sarre-Union, Sarralbe, Sarraltroff, Sarreinsming, Sarreguemines, Grosbliederstroff ;
- en Allemagne : Sarrebruck (Saarbrücken), Völklingen, Sarrelouis (Saarlouis), Dillingen (Sarre), Merzig, Sarrebourg (Saarburg).
- Longueur : 246 km, dont 126 en France[1] et 120[4] en Allemagne

## Affluents
- Affluents :
  - la Sarre blanche
  - la Sarre rouge
  - l'Isch
  - la Bièvre
  - l'Albe
  - l'Eichel
  - la Blies
  - la Rosselle
  - la Bisten
  - la Nied
  - la Prims
  - le Simbach

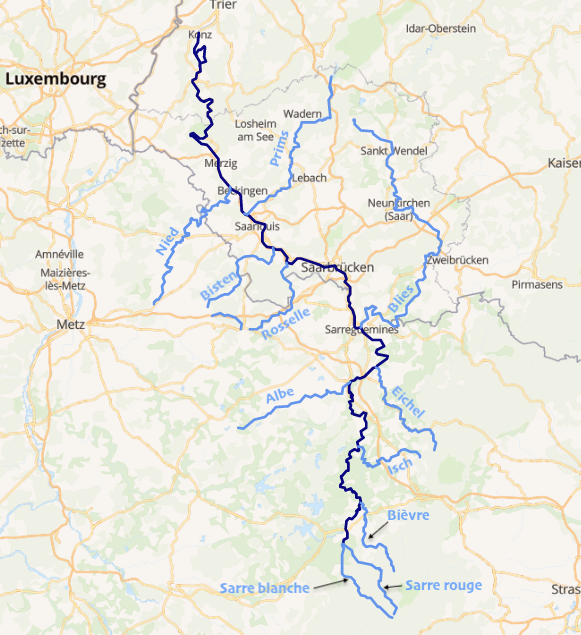
Cours de la Sarre et de ses affluents de plus de 20 km (carte interactive).

Née en Allemagne, la Blies entre en France pour se jeter dans la Sarre, à Sarreguemines, directement à la frontière. La Horn, qui baigne Bitche et sa région se jette dans le Schwarzbach, affluent de la Blies. En résumé, les eaux de la Horn quittent la France pour l'Allemagne, reviennent en France, pour gagner définitivement l'Allemagne.

## Hydrologie
La Sarre est une rivière assez irrégulière, régime courant dans les régions Est de la France. La partie amont de son bassin bénéficie des précipitations consistantes de la région des Vosges. Son débit a été observé durant une période de 12 ans (1997-2008), à Wittring, localité du département de la Moselle située à peu de distance en amont de Sarreguemines, donc peu avant sa sortie du territoire français. Le bassin versant de la rivière y est de 1 719 km2 sur un total de 7 431 km2 pour l'intégralité du bassin[réf. nécessaire].
Le module de la rivière à Wittring est de 17,5 m3/s. La Sarre présente d'importantes fluctuations saisonnières, avec des hautes eaux d'hiver-printemps portant le débit mensuel moyen à un niveau de 29,8 à 37,0 m3/s, de décembre à mars inclus (avec un maximum en février), et des basses eaux prolongées de fin de printemps-été, de mai à septembre inclus, avec un minimum mensuel moyen de 5,44 au mois de juillet.

### Étiage ou basses eaux
En période d'étiage, le VCN3 peut chuter jusqu'à 1,8 m3/s, en cas de période quinquennale sèche, ce qui correspond à la norme des rivières du plateau lorrain.

### Crues

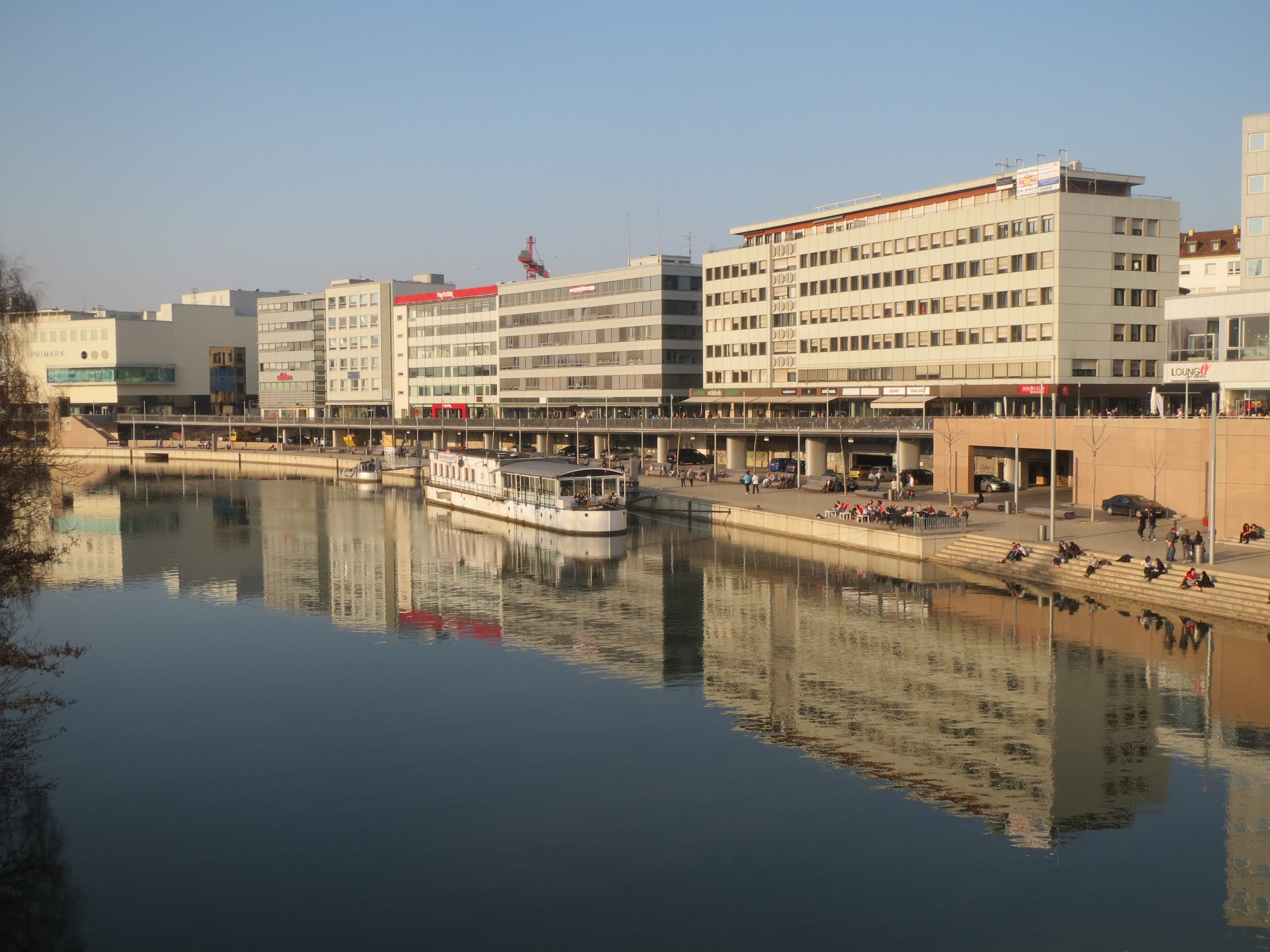
La Sarre au centre-ville de Sarrebruck.

Les crues sont assez importantes comme un peu partout sur le plateau lorrain. Ainsi le débit instantané maximal enregistré a été de 559 m3/s le 26 février 1997, tandis que la valeur journalière maximale était de 500 m3/s le 30 décembre 2001. Les QIX 10, QIX 20, QIX 50, ainsi que les QIX 2 et QIX 5 n'ont pas encore été calculés en 2007, faute d'un délai d'observation suffisant. Cependant une comparaison avec la Meurthe qui a connu un débit instantané maximal de 808 m3/s (2006) et un débit journalier maximal de 754 m3/s en mai 1983, suggère que ces valeurs sont fort élevées, de l'ordre d'au moins 200 à 250 m3/s pour le QIX 10. Cela est confirmé par les chiffres publiés au niveau de Sarrebourg, sur une portion de bassin de 264 km2, qui nous donnent un QIX 10 de 56 m3/s pour un débit moyen de 2,77.

### Lame d'eau et débit spécifique
La Sarre est une rivière assez abondante, bien alimentée par les précipitations de la partie vosgienne de son bassin. La lame d'eau écoulée dans la partie française de son bassin versant est de 319 millimètres annuellement, ce qui est du même ordre de grandeur que la moyenne d'ensemble de la France tous bassins confondus, mais nettement inférieure à la moyenne de la totalité du bassin français de la Moselle (445 millimètres à Hauconcourt). Le débit spécifique (ou Qsp) est de 10,1 litres par seconde et par kilomètre carré de bassin.

### Débits moyens
En France, au-delà de Wittring (17,3 m3/s), la Sarre reçoit encore les eaux de la Blies qui lui apporte 20,7 m3/s, si bien qu'à l'aval de ce confluent le débit interannuel moyen de la Sarre a plus que doublé, passant à 39,7 m3/s. Elle reçoit également, sur le territoire français, les eaux de l'Altwiesenbach (0,74 m3/s), après quoi son débit se monte à 40,5 m3/s pour une portion de bassin versant de 3 735 km2. Dès lors elle passe en Allemagne où elle grossit encore, notamment en recevant les eaux venues de France de la Nied (13 m3/s) et de la Rosselle (plus de 2 m3/s).

## La boucle de la Sarre

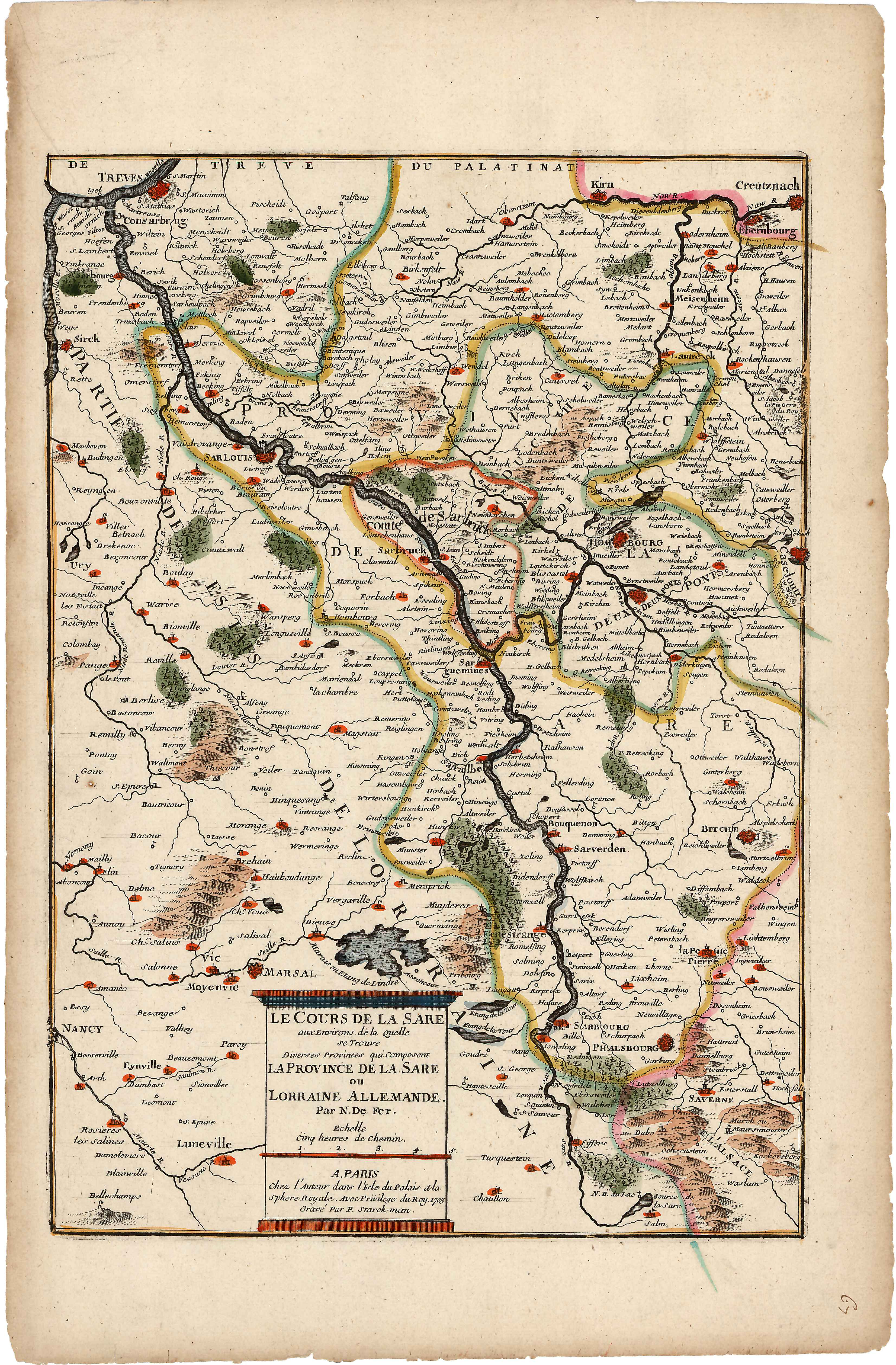
Carte historique de la Saare (1703).

La Sarre dessine en territoire allemand, peu en amont de Mettlach, un méandre appuyé que les Allemands nomment Saarschleife. Particulièrement prisée des touristes, cette boucle est entièrement visible depuis le belvédère Cloef (proche de la station thermale d'Orscholz, dépendance de la commune de Mettlach).